# Peridroma nigroides
Peridroma nigroides är en fjärilsart som beskrevs av Emilio Berio 1961. Peridroma nigroides ingår i släktet Peridroma och familjen nattflyn. Inga underarter finns listade i Catalogue of Life.